# KFC Beringen
Der Koninklijke Beringen Football Club, häufig abgekürzt mit K. Beringen FC oder im deutschsprachigen Raum KFC Beringen, war ein belgischer Fußballverein aus der Gemeinde Beringen. Der bis 2002 existierende Klub spielte insgesamt 25 Spielzeiten erst- und 18 Spielzeiten zweitklassig.

## Geschichte
Der Klub gründete sich 1924 unter dem Namen Cercle Sportif Kleine Heide, im Juni 1925 registrierte sich der Klub offiziell beim belgischen Fußballverband unter dem Namen Beeringen Football Club. 1936 stieg der Klub erstmals in den überregionalen Bereich auf und spielte fortan drittklassig. Dort wurde der Klub 1944 Meister, aufgrund der kriegsbedingten Unterbrechung spielte der Verein erst in der ersten Nachkriegsspielzeit 1945/46 in der zeiten Liga. In der Spielzeit 1948/49 noch in der Gruppe A Vizemeister hinter Stade Löwen gelang in der folgenden Spielzeit in Gruppe B vor dem Lierse SK der mit dem Erstligaaufstieg verbundene Staffelsieg.
In den folgenden Jahren war der KFC Beringen eine Fahrstuhlmannschaft zwischen höchster Spielklasse und zweiter Liga, bis zum erneuten Aufstieg in die erste Liga 1962 war der Klub maximal zwei Spielzeiten in der jeweiligen Spielklasse vertreten. Anschließend etablierte sich der Klub zeitweilig in der höchsten Liga, in der Spielzeit 1963/64 wurde er Vizemeister hinter dem RSC Anderlecht. Den Erfolg konnte die Mannschaft nicht bestätigen und spielte gegen Ende der 1960er Jahre gegen den Abstieg, am Ende der Spielzeit 1969/70 belegte sie schließlich gemeinsam mit AS Ostende KM einen Abstiegsplatz. 1972 stieg der Klub als Tabellenzweiter hinter Berchem Sport wieder auf, in den folgenden zehn Jahren stand jedoch erneut der Abstiegskampf jeweils im Vordergrund. Dem erneuten Abstieg 1982 folgte der direkte Wiederaufstieg, als Tabellenschlusslicht verpasste die Mannschaft jedoch abermals den Klassenerhalt.
Der KFC Beringen spielte in der Folge auch in der zweiten Liga gegen den Abstieg, ab 1988 war der Klub nur noch dritt- und ab 1996 nur noch viertklassig. 2002 fusionierte der finanziell angeschlagene Verein mit dem 1913 gegründeten, seinerzeit ebenfalls viertklassig spielenden Lokalrivalen Koninklijke Voetbal Vereniging Vigor Beringen zum Koninklijke Voetbal Kring Beringen, der in den folgenden Jahren in den regionalen Fußball abstieg.